# Phomopsis limonii
Phomopsis limonii är en svampart som beskrevs av I.C. Harv., E.R. Morgan & G.K. Burge 2000. Phomopsis limonii ingår i släktet Phomopsis och familjen Diaporthaceae.   Inga underarter finns listade i Catalogue of Life.